# 春風亭枝次
春風亭 枝次（しゅんぷうてい えだじ、1991年11月23日 - ）は、落語家。本名∶阿部 修大。出囃子は『ジャズ大名』。

## 経歴
2014年3月、上智大学文学部新聞学科卒業。
2017年6月、春風亭百栄に入門。2018年9月1日、三遊亭ごはんつぶ、柳亭市松と共に前座となり、前座名「だいなも」を名乗る。2019年3月1日、「枝次」と改名。
2022年11月1日、三遊亭ごはんつぶ、桃月庵黒酒と共に二ツ目昇進し、「だいえい」と改名。なお、同日に紙切りの林家八楽も年季明けした。
2025年3月21日、高座名を再び「枝次」に改めた。

## 芸歴
- 2017年6月 - 春風亭百栄に入門。
- 2018年9月 - 前座となる、前座名「だいなも」。
- 2019年3月 - 「枝次」と改名。
- 2022年11月 - 二ツ目昇進、「だいえい」と改名。
- 2025年3月 - 再び「枝次」と改名。